# Podisus maculiventris
Podisus maculiventris är en insektsart som först beskrevs av Thomas Say 1832.  Podisus maculiventris ingår i släktet Podisus och familjen bärfisar. Inga underarter finns listade i Catalogue of Life.